# Campagna delle Isole dell'Ammiragliato
La campagna delle isole dell'Ammiragliato (operazione Brewer), parte della campagna della Nuova Guinea, fu una serie di battaglie nelle quali la 1ª Divisione di cavalleria statunitense riconquistò le isole dell'Ammiragliato occupate dall'impero giapponese.
Il generale Douglas MacArthur, agendo su rapporti ricevuti da aeroplani che avevano volato sulle isole e riportato l'assenza di attività nemica, fu portato a pensare che queste non fossero occupate, decise quindi di accelerare la tabella di marcia per catturarle ed inviò immediatamente una forza di ricognizione. La campagna ebbe inizio il 29 febbraio 1944 quando le prime forze statunitensi sbarcarono a Los Negros, terza isola per estensione dell'arcipelago. Usando piccole spiagge isolate, dove i giapponesi non avevano previsto uno sbarco, gli statunitensi ottennero un effetto sorpresa, ma le isole si rivelarono tutt'altro che non occupate. Ne seguì una sanguinosa battaglia.
Alla fine la superiorità aerea e navale alleata permise loro di rinforzare le truppe sbarcate su Los Negros. La 1ª Divisione cavalleria riuscì così a conquistare le isole, la campagna ebbe fine ufficialmente il 18 maggio 1944. La vittoria alleata completo l'isolamento della base giapponese di Rabaul, obiettivo ultimo delle campagne alleate del 1942 e 1943. Le isole dell'Ammiragliato si trasformarono in un'importante base aerea e navale diventando un importante punto di partenza per le campagne del 1944.

## Antefatto

### Geografia

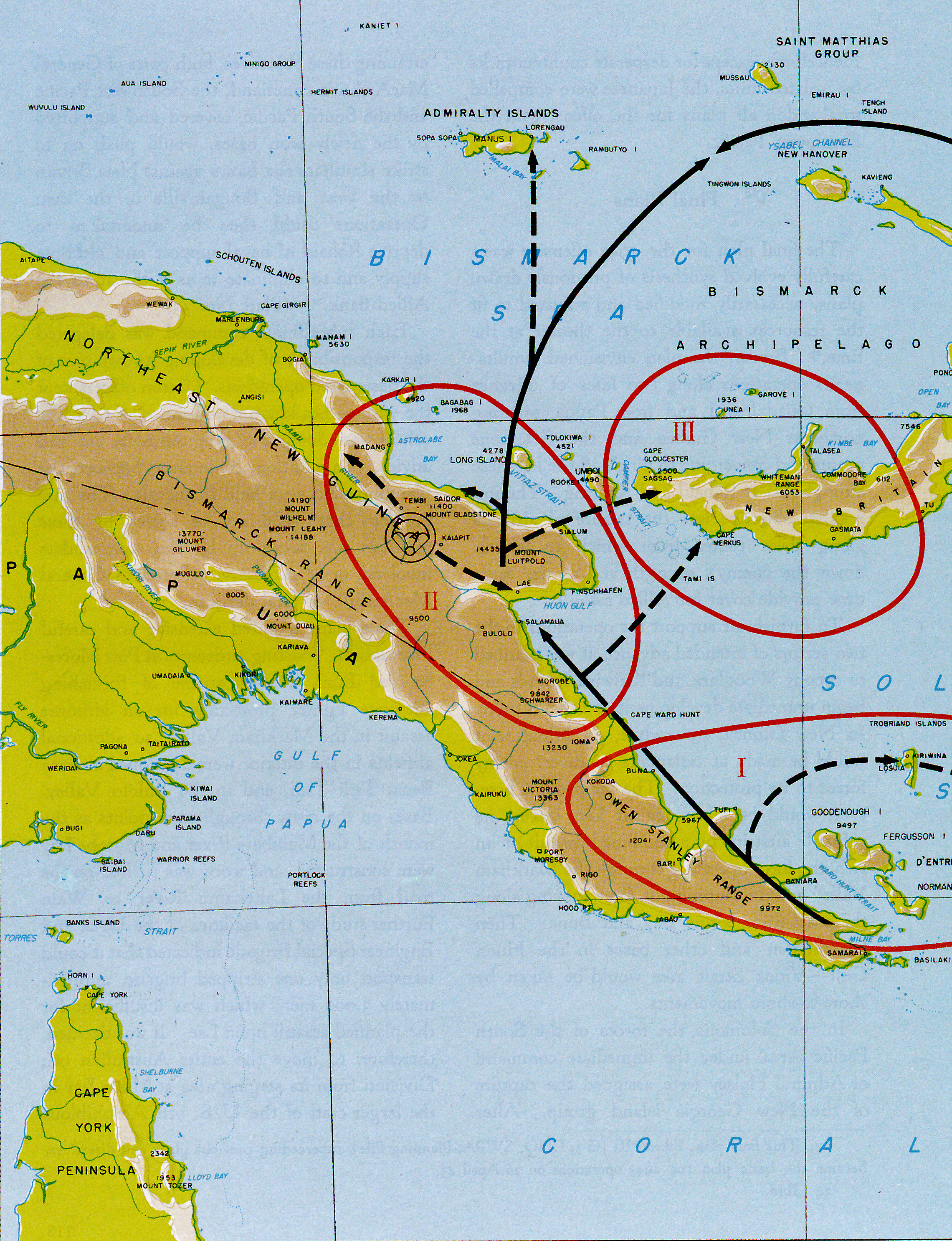
Piano Elkton III, marzo 1943. Le isole dell'ammiragliato sono al centro in alto sulla mappa.

Le isole dell'ammiragliato si trovano 320 km a nord-est della Nuova Guinea e 580 km ad ovest di Rabaul, sono due gradi a nord dell'equatore. Il clima è tropicale, con costanti alte temperature, alta umidità e 3900 mm di pioggia annuale. Le tempeste sono frequenti e, tra dicembre e maggio, durante la stagione dei monsoni, venti colpiscono le isole da nord-ovest.
La più grande isola del gruppo è quella Manus, che ha una lunghezza di 79 km da est ad ovest ed una larghezza di 26 km da nord a sud. L'interno di Manus è montagnoso, con picchi che raggiungono i 910 m d'altezza, e largamente coperto da foresta tropicale. Il mare attorno all'isole è caratterizzata da numerose barriere coralline, che all'epoca dell'invasione non erano mappate, e la costa è ricoperta di mangrovie. L'isola di Los Negros è separata da Manus dallo stretto canale di Loniu, ed ha due grandi baie, Papitalai sulla costa occidentale, che si collega al porto naturale offerto dalla baia di erto dalla baia di Seeadler, e Hyane sulla costa orientale. Le due sono separate da una striscia di sabbia di 46 metri nella quale i nativi costruirono un passaggio per poterci passare con le canoe. Los Negros ha una forma a ferro di cavallo, riparando così la baia di Seeadler, la quale è protetta sugli altri lati da Manus e da una serie di isole più piccole. La baia si estende per circa 32 km da est ad ovest e 9,7 da nord a sud, è profonda 37 m e la sua entrata principale, tra le isole di Hauwei e Ndrilo, è larga 2,4 km.

### Piani alleati

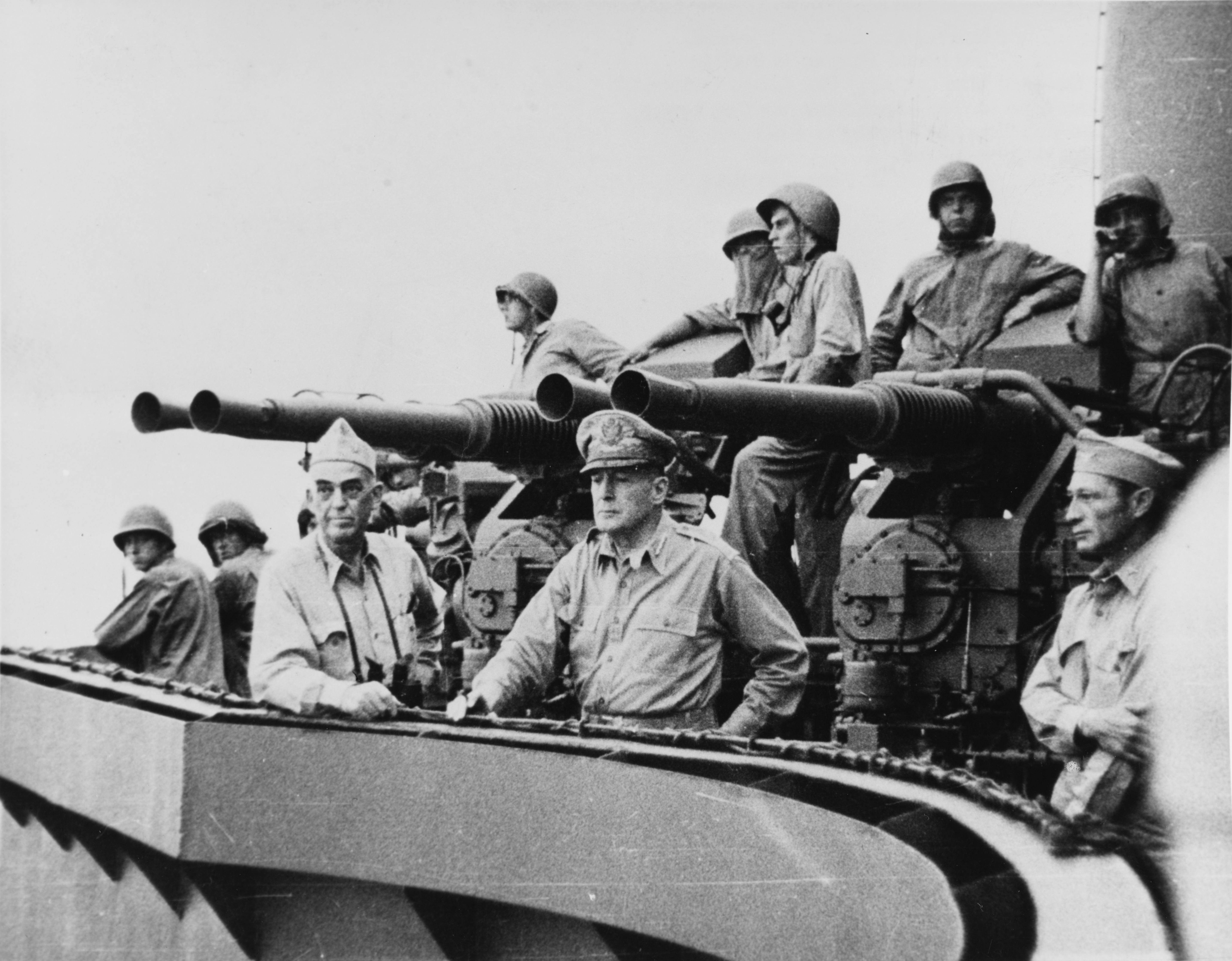
Il viceammiraglio Thomas C. Kinkaid (Sinistra al centro) con il generale Douglas MacArthur (Centro) sul ponte della USS Phoenix Durante il bombardamento prima dell'invasione dell'isola di Los Negros.

Nel luglio 1942, gli Stati Maggiori Riuniti statunitensi approvarono una serie di operazioni contro la base giapponese di Rabaul, che bloccava l'avanzata alleata, lungo la costa settentrionale della Nuova Guinea, verso le Filippine e la base navale giapponese di Truk. In accordo con la grande strategia alleata di "Prima la Germania", l'obiettivo immediato di queste operazioni non era la sconfitta del Giappone ma solo una riduzione della minaccia, posta da aerei e navi giapponesi con base a Rabaul, alle linee di comunicazione tra Stati Uniti ed Australia. Secondo un accordo tra le nazioni alleate, nel marzo 1942 il teatro del Pacifico fu diviso nel Comando del Pacifico Sud-occidentale, al comando del generale Douglas MacArthur, e quello del Comando del Pacifico centrale, al comando dell'ammiraglio Chester W. Nimitz. Rabaul si trovava nell'area di responsabilità di MacArthur ma le operazioni iniziali nelle isole Salomone meridionali furono dirette da Nimitz. La reazione giapponese fu più violenta di quanto anticipato e passarono dei mesi prima che la campagna di Guadalcanal fosse conclusa con successo, nel frattempo le forze del generale MacArthur, nella maggior parte australiane, contrastarono una serie di offensive giapponesi nella regione di Papua ingaggiandole nella Campagna della pista di Kokoda, nella Battaglia della Baia di Milne, nella Battaglia di Buna-Gona e nella Battaglia di Wau.
Alla conferenza militare del Pacifico nel marzo 1943, gli Stati Maggiori Riuniti approvarono l'ultima versione del piano Elkton, del generale MacArthur, per l'avanzata su Rabaul. Vista la scarsità di risorse, in particolare bombardieri pesanti, la cattura della stessa Rabaul, fu posposta fino al 1944. Nel luglio 1943, gli Stati Maggiori Riuniti considerano la possibilità di neutralizzare e bypassarla, ma la marina avrebbe avuto comunque bisogno di una base avanzata per la propria flotta. Le Isole dell'Ammiragliato, che facevano già parte del piano Ellkton, avrebbero potuto sopperire a questa necessità, in quanto vi erano pianure per la costruzione di aeroporti, spazio per altre installazioni militari, ed il porto naturale, offerto dalla baia di Seeadler, era abbastanza grande per ancorarvi un gran numero di navi. Il 6 agosto 1943, gli Stati Maggiori Riuniti decisero di neutralizzare Rabaul, invece di catturarla, e pianificarono un'invasione delle Isole dell'ammiragliato per il 1º giugno 1944.
Durante il gennaio 1944, aerei alleati partiti dalle loro basi sulle isole Salomone ed australiani partiti da Kiriwina eseguirono continui attacchi su Rabaul, sotto questa pressione le forze giapponesi cominciarono ad indebolirsi e ciò permise, il 15 febbraio, lo sbarco alleato sulle Isole Green a soli 160 km dalla base giapponese. Il 16 ed il 17 febbraio, la Task Force 58 della Flotta statunitense del Pacifico attaccò la grande base giapponese di Truk. La maggior parte degli aerei giapponesi fu richiamata in difesa di Truk, ed il 19 febbraio gli aerei alleati furono contrastati per l'ultima volta sopra Rabaul. Nel frattempo, il 13 febbraio, il generale MacArthur aveva dato ordini per l'invasione delle Isole dell'Ammiragliato, assegnando il nome in codice Brewer all'operazione, che era ora pianificata per il 1º aprile. Le forze assegnate alla conquista delle isole includevano la 1ª Divisione Cavalleria, il 73º Stormo dell'aviazione australiana fornì il supporto aereo ravvicinato, il 592nd Engineer Boat and Shore Regiment (EBSR), il 1st Amphibious Tractor Battalion dei Marines, ed alcuni Battaglioni da costruzione navale della Marina ("Seabees") per costruire la base navale, in totale 45 000 uomini. Però, il 23 febbraio 1944, tre bombardieri B-25 Mitchell della Fifth Air Force volarono sopra Los Negros, gli aviatori statunitensi riportarono la mancanza di attività nemica e che le isole erano state evacuate. Il Tenente generale George Kenney, il comandante delle Forze Aeree Alleate nel Teatro del Pacifico Sud-occidentale, informò MacArthur e propose che le isole fossero velocemente occupate da una piccola forza alleata. Secondo Kenney: "Il generale ascolto per un po', camminando avanti indietro mentre io parlavo, annuendo occasionalmente, ed all'improvviso fermandosi disse: Questo metterà il tappo alla bottiglia."
Il 24 febbraio 1944, la 1ª Divisione Cavalleria ricevette ordini per inviare uno squadrone rinforzato in ricognizione entro cinque giorni. Se le isole fossero state effettivamente evacuate, sarebbero state occupate dagli alleati che avrebbero iniziato la costruzione di una base, mentre se non lo fossero state lo squadrone avrebbe potuto essere ritirato. Il generale MacArthur ed il viceammiraglio Thomas C. Kinkaid, comandante delle forze navali alleate nel Teatro del Pacifico Sud-occidentale, anche se sarebbero stati presenti per prendere la decisione dell'eventuale ritiro, delegarono il comando al viceammiraglio William Fechteler, il comandante dell'8º gruppo anfibio parte della 7ª forza anfibia del viceammiraglio Daniel E. Barbey. Per poter mantenere l'effetto sorpresa, e raggiungere l'arcipelago in soli cinque giorni, furono usati dei trasporti veloci (APD) in quanto Landing Ships Tank (LST) erano troppo lenti. Solo tre APD erano disponibili: la USS Brooks, la USS Humphreys e la USS Sands. Ognuna poteva trasportare 170 uomini, il resto delle truppe furono trasportati a bordo di nove cacciatorpediniere: USS Bush, USS Drayton, USS Flusser, USS Mahan, USS Reid, USS Smith, USS Stevenson, USS Stockton e USS Welles. In tutto cacciatorpediniere e APD trasportarono 1 026 uomini.
Questa forza fu comandata dal Brigadiere generale William C. Chase, comandante della 1ª Brigata della 1ª Divisione Cavalleria, ed includeva i tre plotoni fucilieri e quello di armi pesanti del 2° Squadrone del 5º Reggimento Cavalleria; un plotone della Batteria B, 99º Battaglione Artiglieria Terrestre con due obici da 75 mm, la 673ª Batteria antiaerea, e 29 australiani della Unità Amministrativa della Nuova Guinea Australiana (ANGAU), che dovevano assistere nella raccolta di informazioni e dei rapporti con la popolazione nativa, che contava circa 13 000 unità. Non volta della decisione di rimanere fosse stata presa, il resto del 5º Reggimento Cavalleria e del 99º Battaglione Artiglieria Terrestre, il 40º Battaglione Costruzione Navale e circa 2 500 t di rifornimenti sarebbero partiti, a bordo di sei LST, ognuno dei quali avrebbe trainato un Landing Craft Mechanized (LCM) della compagnia E del 592° EBSR.
Il maggior generale Charles A. Willoughby, responsabile del servizio informazioni dello staff MacArthur, non concordava con l'affermazione degli aviatori che le isole non fossero occupate, avendo ricevuto rapporti che dicevano il contrari. Il 15 febbraio riportò la presenza di 3000 giapponesi sulle isole, ed il 24 febbraio corresse la cifra a 4000 e credeva che la mancanza di fuoco antiaereo fosse dovuto alla mancanza di munizioni. Il tenente generale Walter Krueger, comandante della 6ª Armata, ricorda che nessuno nel suo quartier generale credeva che le isole non fossero occupate. Il piano originale prevedeva che gli Alamo Scouts, un'unità da ricognizione della 6ª Armata, recognise le isole. Krueger inviò 6 Alamo Scouts ad inserirsi sulla costa meridionale di Los Negros, con un aereo da ricognizione marittima PBY Catalina, sotto la copertura di un bombardamento il 27 febbraio. La pattuglia riportò che la costa meridionale pullulava di giapponesi.

### Difese giapponesi
La difesa delle isole dell'Ammiragliato era affidata all'ottava armata giapponese, con base a Rabaul era comandata dal generale Hitoshi Imamura. Nel settembre 1943, dopo aver fallito nel fermare l'avanzata alleata in Nuova Guinea e nelle Salomone, i giapponesi stabilirono un nuovo perimetro di difesa, nel Pacifico centrale e meridionale, che andava dal Mar di Banda alle Isole Caroline. Il Quartier Generale Imperiale diede il compito a Imamura di difendere questa nuova linea, che includeva le isole dell'Ammiragliato, il più lungo possibile in modo da permettere alla marina ed all'esercito giapponese di montare contrattacchi contro le forze alleate. Mantenere il controllo delle isole era di cruciale importanza per i piani difensivi giapponesi, in quanto, se gli alleati le avessero conquistate, la base di Truk sarebbe entrata nel raggio d'azione dei loro bombardieri. Apparentemente non aspettandosi che gli alleati si muovessero con tanta velocità, il comando imperiale giapponese dette ad Imamura fino alla metà del 1944 per preparare la difesa delle isole. In quel momento la più grande unità giapponese sulle isole era 51º Reggimento da trasporto, che era arrivato su Los Negros in aprile.
Imamura cerco rinforzi per le isole dell'Ammiragliato a fine 1943 inizio del 1944, nell'ottobre 1943 richiese una divisione di fanteria per difenderle, ma non ve ne erano disponibili. Una successiva richiesta per il trasferimento del 66º Reggimento dalle Isole Palau, dove stava venendo ricostituito dopo aver sofferto grandi perdite, non fu accettata in quanto il Quartier Generale Imperiale riteneva che la 18ª Armata adesso maggior bisogno di rinforzi. Anche la marina imperiale giapponese non accettò la richiesta di Imamura per l'invio di una Forza navale speciale da sbarco. Finalmente nel gennaio 1944 il Quartier Generale Imperiale acconsentì all'invio del 66º Reggimento nelle isole dell'Ammiragliato, per rafforzare le difese della regione in seguito agli sbarchi alleati ad Arawe e Saidor di metà dicembre ed inizio gennaio, questo movimento fu però cancellato dopo che una nave che trasportava il reggimento fu affondata, il 16 gennaio, dal sottomarino USS Whale con gravi perdite per i giapponesi. Dopo questo disastro Imamura inviò sulle isole battaglione della 38ª Divisione, 750 uomini del 2º Battaglione del 1º Reggimento Indipendente Misto arrivarono nella notte fra il 24 ed il 25 gennaio. Un successivo tentativo di inviare un battaglione di fanteria e artiglieria nell'arcipelago fu ostacolato da attacchi aerei e da parte di sottomarini alleati, ciononostante 530 soldati del 1º Battaglione del 229º Reggimento Fanteria della 38ª Divisione vi arrivarono nella notte del 2 febbraio. La maggior parte di questi movimenti osservata dai servizi d'informazione degli alleati.
Il 1º Battaglione del 229º Reggimento Fanteria era veterano di numerose campagne, ma scarseggiava in equipaggiamento e di batterie d'artiglieria. Il 2º Battaglione del 1º Reggimento Indipendente Misto era guidato da ufficiali della riserva che avevano prestato servizio in Cina ma la maggior parte dei suoi soldati erano riservisti che non avevano mai prestato servizio in combattimento.
Il 51º Reggimento da trasporto aveva costruito una pista di atterraggio a Lorengau ed aveva avviato la costruzione di un'altra nella piantagione di Momote su Los Negros. Lorengau fu usata come base intermedia per gli aerei che si muovevano fra Rabaul e la Nuova Guinea nord orientale, ed in seguito all'avanzata alleata in Nuova Guinea e Nuova Britannia, che bloccò le altre rotte aeree, divenne di vitale importanza per i giapponesi. In febbraio, entrambe le piste erano inagibili ed i cannoni antiaerei smisero di sparare, su ordine del colonnello Yoshio Ezaki, comandante del 51º Reggimento da trasporto, per conservare munizioni e nascondere il loro posizionamento.

## Battaglia di Los Negros

### Sbarchi

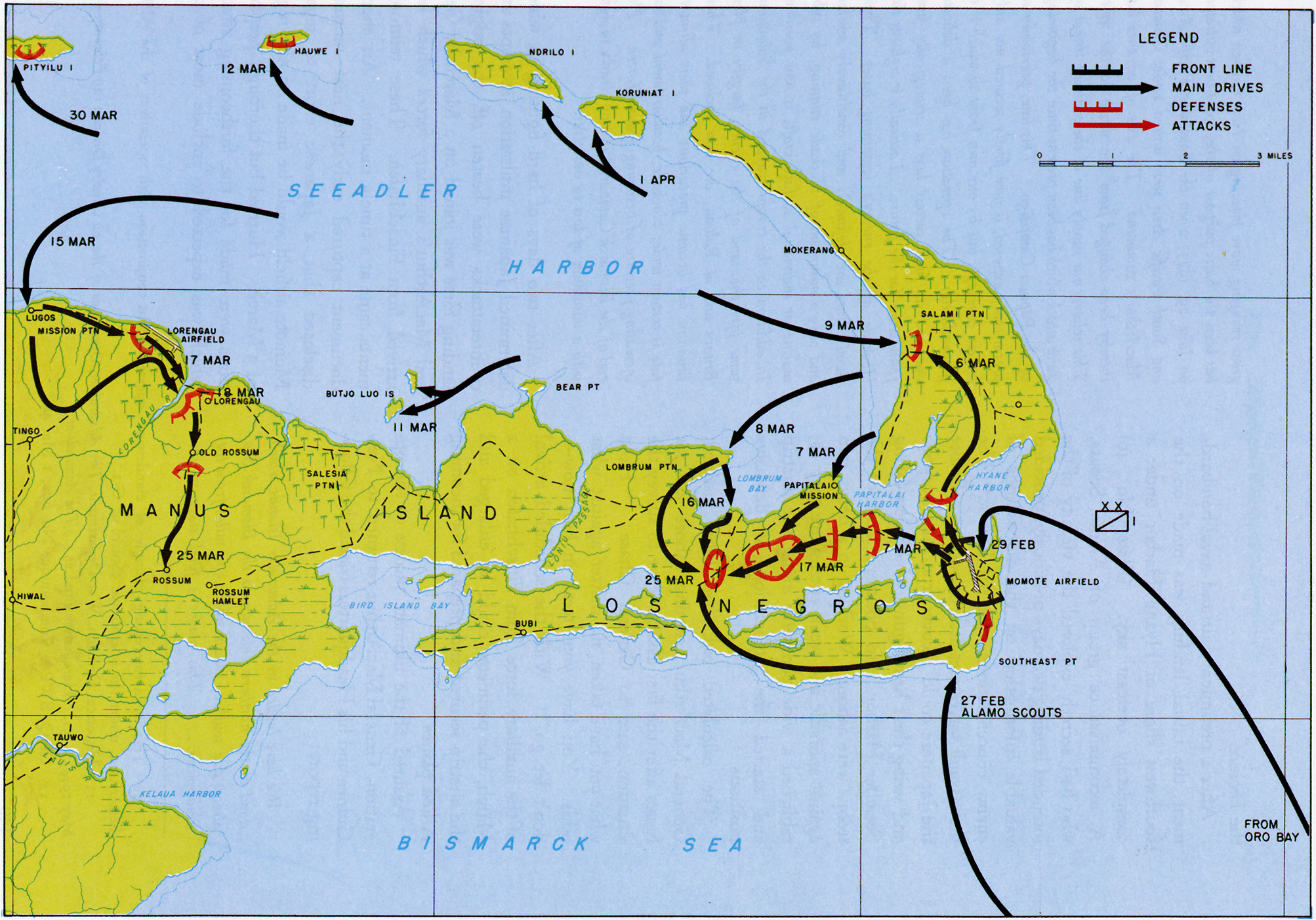
Operazioni sulle isole dell'Ammiragliato, 29 febbraio – 30 maggio 1944

Il sito scelto per lo sbarco fu una piccola spiaggia sulla costa meridionale della baia di Hyane vicino all'aeroporto di Momote. L'aeroporto avrebbe potuto essere conquistato rapidamente ma le aree circostanti erano ricoperte da mangrovie, e l'entrata alla baia era larga solo 700 metri. L'ammiraglio Samuel Eliot Morison notò: "Visto che tutta l'operazione era comunque una scommessa, tanto vale che uno sia consistente." La scommessa ebbe successo, i giapponesi non avevano previsto uno sbarco in questo punto e la maggior parte delle loro forze era concentrata a difesa delle spiagge della baia di Seeadler, dall'altra parte dell'isola. La mattina del 29 febbraio 1944 il cielo era coperto da un basso strato di nuvole che prevenne la maggior parte bombardamenti aerei previsti. Solo tre B-24 e nove B-25 colpirono gli obiettivi, di conseguenza il bombardamento navale fu esteso per altri 15 minuti. Ogni APD calo in acqua 4 mezzi da sbarco LCPR (Landing Craft, Personnel, Ramped) con a bordo 37 uomini ciascuno. Durante questa operazione furono usati i LCPR, invece dei LCVP (Landing Craft, Vehicle, Personnel) maggiormente corazzati, in quanto gli APD non avevano gru adeguate.

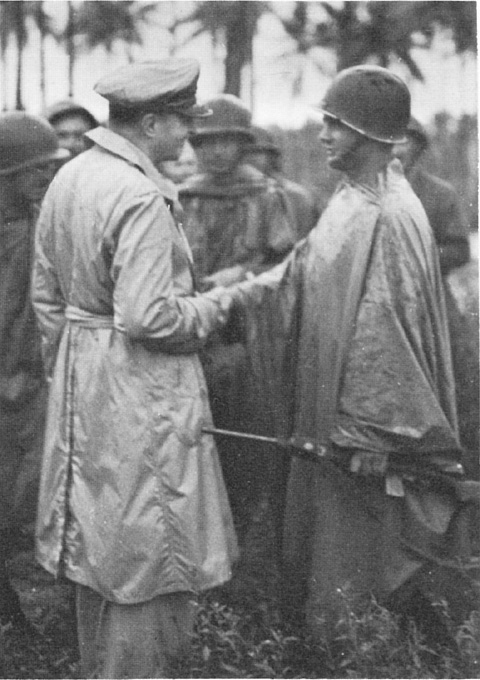
29 febbraio 1944 il generale Douglas MacArthur decora il primo uomo ad arrivare a terra, il sottotenente Marvin J. Henshaw, con la Distinguished Service Cross

La prima ondata sbarcò senza perdite alle 08:17, una volta è successo al bombardamento giapponesi emersero dai loro bunker e le loro mitragliatrici e batterie costiere iniziarono a far fuoco. I mezzi da sbarco, mentre tornavano verso le navi da appoggio, vennero investiti da fuoco incrociato proveniente da mitragliatrici posizionate su entrambi i lati della baia. Il fuoco nemico divenne così intenso che la seconda ondata fu costretta tornare indietro fino a quando questo non fu soppresso dal bombardamento dei cacciatorpediniere, anche la terza e quarta ondata finirono sotto il fuoco giapponese.
Alcuni mezzi da sbarco furono danneggiati e, anche se riparati, non potevano essere rischiati, in quanto senza di loro non si sarebbe potuto ritirare le truppe sbarcate. Il piano di emergenza prevedeva che un APD entrasse nella baia per poter raccogliere le truppe. Nel corso delle quattro ore seguenti, I mezzi da sbarco continuarono a viaggiare avanti indietro fra le navi e la spiaggia, ma solo quando il cacciatorpediniere avevano soppresso il fuoco nemico e la forte pioggia ridusse la visibilità. L'ultimo cacciatorpediniere sbarcò le proprie truppe alle 12:50.
Per il momento era più sicuro a terra, gli statunitensi occuparono la pista aerea e, la solo sporadica resistenza, permise loro di posizionare sulla spiaggia mitragliatrici antiaeree, scaricare i rifornimenti ed inviare pattuglie di ricognizione nell'interno. Alle 16:00, il generale MacArthur e l'ammiraglio Kinkaid andarono a terra per ispezionare le posizioni occupate. Alle 17:29 le navi di Fechteler lasciarono la zona, mi sto i trasporti avevo scaricato uomini e mezzi e le altre navi, che avevano eseguito il bombardamento, avevano finito le munizioni. Solo la USS Bush e la USS Stockton rimasero per fornire fuoco di supporto.

### Battaglia delle teste di ponte

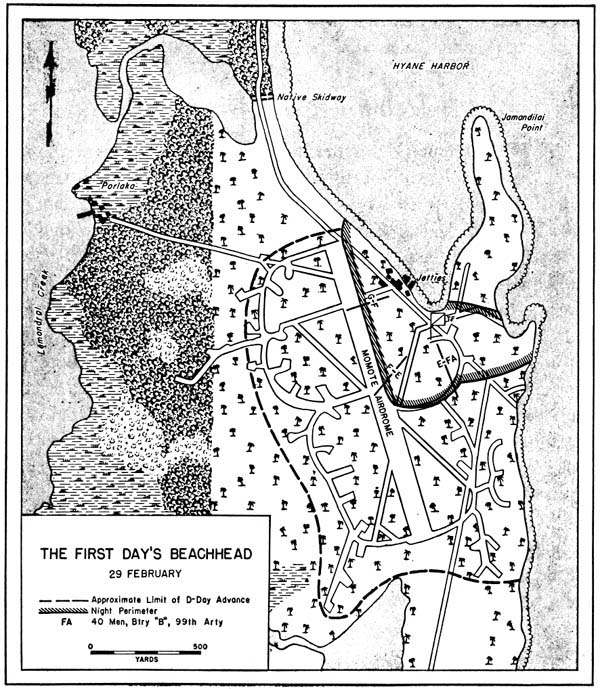
Situazione su Los Negros la notte del 29 febbraio 1944

Chase fece tornare indietro le truppe per concentrarle in un perimetro più sicuro, i soldati statunitensi iniziarono a riparare delle posizioni difensive per la notte cosa resa difficile in quanto il terreno era duro corallo, perfetto per la costruzione delle piste di atterraggio. Durante la notte si susseguirono combattimenti in quanto piccoli gruppi di giapponesi tentarono infiltrarsi nelle posizioni statunitensi. Venne richiesto che delle munizioni fossero paracadutate e uno schiarimento nelle nuvole permise a tre B-25 del 38º Gruppo Bombardieri sganciò i rifornimenti alle 08:30, altri quattro B-17 del 375º Gruppo da Trasporto scacciarono tre tonnellate, che includevano plasma, munizioni, granate e filo spinato, di rifornimenti ciascuno. Alcuni materiali finirono fuori dal perimetro ma i soldati che andarono a recuperarli non furono disturbati dai giapponesi.
Non ci si aspettava che i giapponesi contrattaccassero prima che scendesse il buio, ma, alle 16:00, fu scoperta una pattuglia giapponese che era riuscita ad infiltrarsi nel perimetro statunitense e ad avvicinarsi a 30 m dal posto di comando del generale Chase. I giapponesi lanciano un secondo contrattacco alle 17:00 ma non riuscirono ad avanzare per colpa del fuoco statunitense.

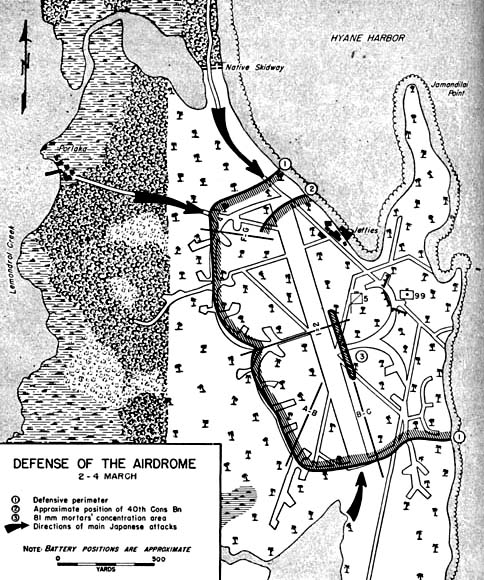
Situazione su Los Negros la notte del 2 marzo 1944

La mattina seguente arrivarono i rinforzi statunitensi, 6 LST, ciascuno trainante un LCM, scortati dai cacciatorpediniere USS Mullany, USS Ammen, HMAS Warramunga e dai cacciatorpediniere-dragamine USS Hamilton e USS Long. Le LST entrarono nella baia di Hyane Harbour e sbarcarono, finendo sotto il fuoco dei mortai giapponesi a cui risposero con i propri cannoni da 76 mm e Bofors da 40 mm. Per fare spazio a tutto l'equipaggiamento e le munizioni, che si stavano accumulando, il generale Chase ordinò un attacco per espandere il perimetror. Entrambi gli squadroni del 5º Reggimento Cavalleria attaccarono alle 15:00, tutti gli obiettivi vennero raggiunti E venne stabilito più grande perimetro difensivo. Al 40º Battaglione Costruzione Navale, che era sbarcato aspettandosi di lavorare sulla pista di Momote, fu ordinato invece di costruire fortificazioni e gli fu assegnata una sezione il perimetro di difesa.
I due cacciatorpediniere-dragamine USS Hamilton e USS Long avrebbero dovuto ripulire l'entrata alla baia di Seeadler alle isole di Hauwei e Ndrilo, ma il fuoco di almeno un cannone giapponese posizionato su Hauwei glielo impedì. I cacciatorpediniere Ammen, Bush, Mullany and Warramunga bombardarono l'isola ed i giapponesi cessarono il fuoco solo per riprenderlo quando i dragamine tentarono nuovamente di entrare nella baia, la missione venne quindi abortita. I cacciatorpediniere, dopo aver colpito cannoni giapponesi che coprivano l'entrata alla baia di Hyane, iniziarono a scortare le LST che non volevano rimanere sull'isola dopo il crepuscolo per paura di contrattacchi giapponesi. I cacciatorpediniere Ammen, Mullany, Warramunga e Welles però, dopo aver ricevuto ordini dall'ammiraglio Barbey, rimasero vicino a Los Negros. La Ammen e la Mullany bombardarono nuovamente, la mattina seguente, l'isola di Hauwei, facendo esplodere un paio di depositi di munizioni, ma finirono nuovamente sotto il fuoco dei cannoni giapponesi e furono costretti ad informare Barbey che erano incapaci di distruggerli.
Il generale Krueger era preoccupato per la situazione su Los Negros, decise quindi, su richiesta del generale Chase ed in collaborazione con l'ammiraglio Barbey di accelerare il movimento del resto della 1ª Divisione. Su richiesta di Krueger, il 2º Squadrone del 7º Reggimento Cavalleria sarebbe stato trasportato da 3 APD., altre unità sarebbero arrivate il 6 ed il 9 marzo invece del 9 e del 16 marzo. Krueger realizzò anche che la baia di Hyane era troppo piccola per supportare l'intera divisione, ma vi erano buone spiagge intorno alla piantagione di Salami, sulla costa occidentale di Los Negros. Per poterle usare, e per permettere operazioni contro Manus partendo da Los Negros, gli alleati avrebbero dovuto rendere utilizzabile la baia di Seeadler.

### La conquista della baia di Seeadler

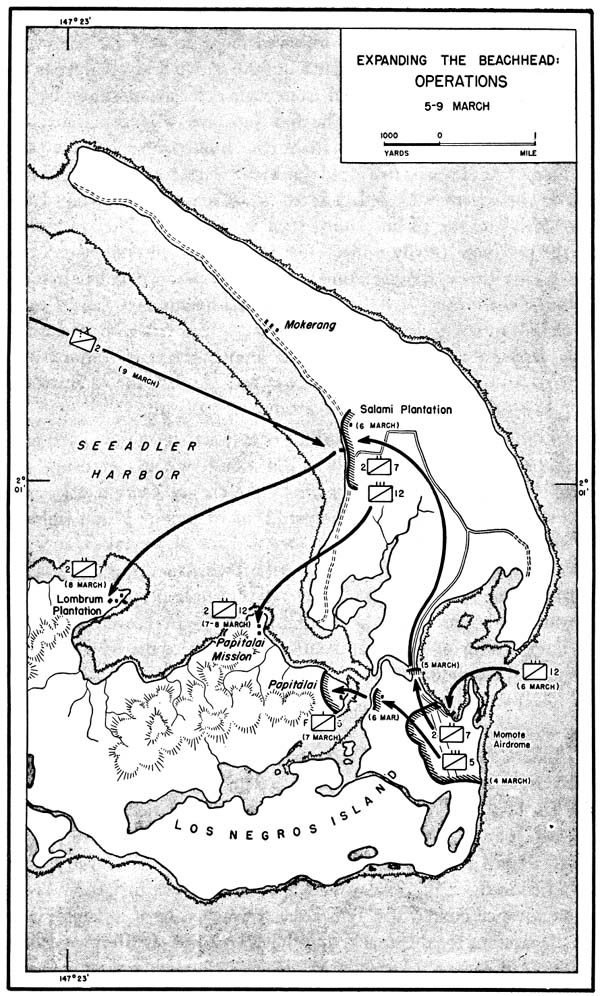
Operazioni su Los Negros, 5–7 marzo 1944

La mattina del 4 marzo il 2º Squadrone del 7º Reggimento Cavalleria rilevò il 2º Squadrone del 5º Reggimento Cavalleria. Il giorno successivo il maggiore generale Innis P. Swift, comandante della 1ª Divisione Cavalleria, arrivò a bordo della USS Bush per assumere il comando, ed ordinò al 2º Squadrone del 7º Reggimento Cavalleria di attaccare. Questo attacco fu ritardato dai giapponesi che lanciarono loro stessi un contrattacco, respinto dagli statunitensi i quali riuscirono ad avanzare nel tardo pomeriggio, per essere però bloccati da un campo minato.
La mattina del 6 marzo, un altro convoglio arrivò nella baia di Hyane: 5 LST, ognuno con un LCM, sbarcò il 12º Reggimento Cavalleria ed altre unità ed equipaggiamento inclusi: 5 LVT del 592° EBSR, 3 M3/M5 Stuart della 603ª Compagnia Carri, e 12 obici da 105mm del 271º Battaglione Artiglieria Campale. Al 12º Reggimento fu ordinato di seguire il 2º Squadrone del 7º Reggimento nella sua avanzata verso nord e di conquistare la piantagione di Salami. La strada per Salami non era nient'altro che una piccola pista fangosa nella quale i veicoli statunitensi si impantanarono presto, i giapponesi avevano inoltre ostruito la strada con trincee, alberi abbattuti, trappole esplosive e cecchini. Il Warran Officer (WO2) R. J. Booker dell'ANGAU, usò la sua conoscenza dell'isola per guidare il 12º Reggimento ed i 3 carrarmati fino a Salami. Qui giapponesi opposero una forte resistenza che durò un'ora, ma grazie, all'appoggio dei carrarmati, gli statunitensi conquistarono la posizione.
Gli abitanti dell'area informarono il distaccamento dell'ANGAU che giapponesi si erano ritirati alla missione di Papitalai, al di là della baia di Seeadler, la quale diventò di conseguenza l'obiettivo successivo per gli statunitensi. Il 5º Reggimento Cavalleria avrebbe attaccato la piantagione di Papitalai da est, mentre il 2° Squadrone 12° Reggimento Cavalleria avrebbe attaccato la missione.

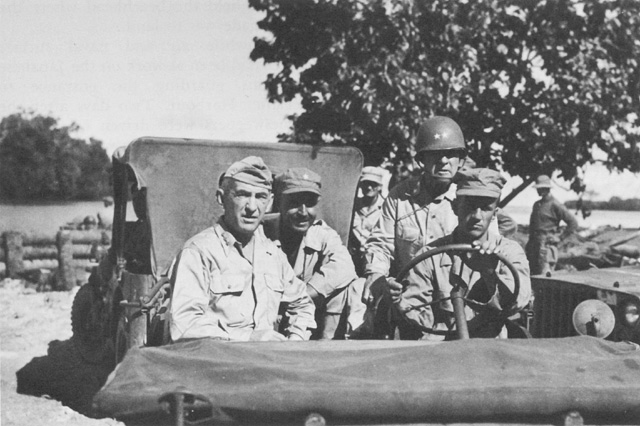
I comandanti statunitensi su Los Negros: il tenente generale Walter Krueger, il brigadiere generale William C. Chase edil maggior generale Innis P. Swift

A causa della barriera corallina, i mezzi da sbarco convenzionali non potevano essere usati per sbarcare vicino alla missione di Papitalai, vennero di conseguenza chiamati in causa i 5 LVT, che ebbero però difficoltà ad arrivare a Salami dalla baia di Hyane, a causa delle condizioni della strada. Solo 2 LVT arrivarono in tempo, ma l'attacco fu comunque portato avanti dopo un bombardamento aereo e da parte del 271º Reggimento Artiglieria Campale. I giapponesi risposero con fuoco di mortai, mitragliatrici e obici da 75 mm. La prima ondata statunitense dovette resistere al fuoco dei bunker giapponesi per 45 minuti, fino a quando gli LVT non sbarcarono la seconda, mentre i giapponesi lanciarono un contrattacco, respinto, con 30 uomini. Eventualmente un terzo LVT arrivò a Salami, ed insieme agli altri, compì 16 viaggi attraverso la baia trasportando, prima di classe la notte, parte del 2° Squadrone 12° Reggimento Cavalleria oltre a rifornimenti e munizioni, ed avere evacuato morti e feriti.
Il colonnello Ezaki riportò, al quartier generale della 8ª Armata, l'attacco statunitense alla missione, promettendo un contrattacco notturno che non fu però effettuato, le forze giapponesi si ritirarono invece ed il colonnello Ezaki non inviò altri messaggi.
Il compito di distruggere i cannoni giapponesi a guardia della baia di Seeadler fu assegnato alla Task Force 74 (TF74), comandata dal Viceammiraglio Victor Crutchley, e formata dall'incrociatore pesante HMAS Shropshire, quelli leggeri USS Phoenix e Nashville, ed i cacciatorpediniere USS Bache, Beale, Daly e Heutchins. Questa forza bombardò, per un'ora, l'isola di Hauwei il 4 marzo, ma il 6 la USS Nicholson fu colpita dal fuoco d'artiglieria proveniente da lì. Con i dragamine che avrebbero dovuto di nuovo tentare l'entrata nella baia l'8 marzo, l'ammiraglio Kinkaid ordinò a Crutchley di distruggere i cannoni giapponesi. Il pomeriggio del 7 marzo, la TF74 bombardò le isole di Hauwei, Ndrilo, Koruniat, Pityilu nella parte settentrionale di Los Negros. La HMAS Shropshire sparò 64 colpi da 203 mm e 92 da 102 mm, mentre gli incrociatori e cacciatorpediniere statunitensi spararono 1 144 colpi da 127 mm e 152 mm. Il giorno successivo, due cacciatorpediniere, due dragamine, un LCM equipaggiato con cannoni antiaerei e sei LCM che trasportavano rifornimenti e mezzi, entrarono nella baia senza opposizioni. Il 9 marzo la 2ª Brigata della 1ª Divisione Cavalleria sbarcò a Salmi.

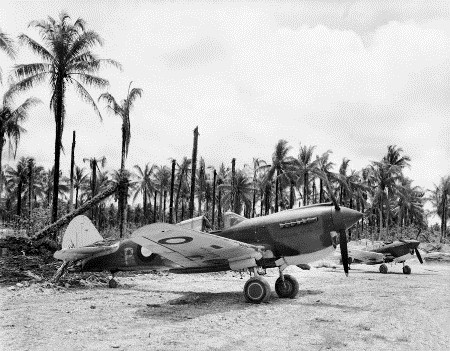
P-40 Kittyhawks della RAAF su la pista di Momote, 8 marzo 1944

Il 7 marzo, i genieri statunitensi finirono i lavori alla pista di Momote, aerei con osservatori di artiglieria iniziarono subito adoperarti e un B-25 vi compì un atterraggio di emergenza. Il 9 marzo, 12 P-40 Kittyhawks del 76º Squadrone della RAAF arrivarono da Kiriwina via Finschhafen, i restanti 12, componenti lo squadrone arrivare il giorno successivo. Il resto del 73º Stormo della RAA arrivò nel corso delle due settimane successive, con i P-40 del 76º Squadrone ed i Supermarine Spitfires del 79º Squadrone. A partire dal 10 marzo, le navi e le truppe di terra alleate nell'arcipelago dell'Ammiragliato ebbero supporto aereo a solo pochi minuti di distanza.

## Battaglia di Manus

### Hauwei
Le operazioni su Los Negros avevano ormai raggiunto la conclusione, ma si stimava che su Manus rimanessero circa 2 700 soldati giapponesi. Il generale Swift decine di sbarcare la 2ª Brigata del brigadier generale Verne D. Mudge alla missione di Lugos, ad ovest di Lorengau. Lorengau, che si sapeva fosse fortificata, era un obiettivo importante in quanto arriva un aeroporto e vi convergevano quattro strade. Prima dello sbarco, tre pattuglie del 302nd Cavalry Reconnaissance Troop, furono inviate l'11 marzo, a bordo di LCVP, a cercare siti adatti per posizionare l'artiglieria che avrebbe dovuto coprire l'attacco a Manus. La prima trovò che a punta Bear su Manus non ci fossero forze giapponesi ma mancassero siti adatti per posizionare i cannoni, la seconda perlustrò le isole di Butjo Luo e trovò punti adatti sull'isola settentrionale. La terza pattuglia si diresse verso l'isola di Hauwei in un LCVP, scortato dalla motosilurante PT 329, che operava dalla USS Oyster Bay ancorata nella baia di Seeadler.
Mentre questa pattuglia si muoveva verso l'interno ci trovo sotto il fuoco di mortai e mitragliatrici giapponesi, dopo alcune ore di combattimenti, ed aver perso 8 uomini uccisi e 15 feriti, tra cui vi erano anche quelli delle maggio del LCVP, gli statunitensi si ritirarono su Los Negros.
Il Generale Swift decise quindi di posporre lo sbarco di Lugos e ordinò al 2º Squadrone del 7º Reggimento di catturare Hauwei. I soldati statunitensi trovarono diversi bunker, ma la mattina successiva allo sbarco, grazie al supporto di un carro armato, riuscirono a sopraffare i giapponesi, perdendo nell'operazione 8 uomini uccisi e 46 feriti, e trovando i corpi the 43 giapponesi. Il 61º ed 271º Battaglione Artiglieria Campale si posizionarono su Hauwei, mentre il 99° fece lo stesso su Butjo Luto.

### Lorengau

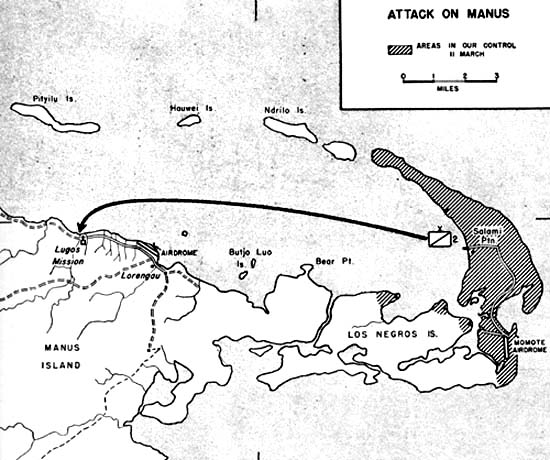
Attacco su Manus

L'attacco su Manus ebbe inizio il 15 marzo, prima dell'alba due plotoni del 8º Reggimento Cavalleria, 6 LVT e un LVT-A furono caricati a bordo di una LST per il viaggio di 18 km attraverso la baia di Seeadler partendo da Salami. Per lo sbarco furono scelte spiagge a Lugos, circa 3 km ad ovest di Lorengau, in quanto quelle più vicine erano più fortemente difesi. In preparazione fu eseguito un bombardamento da parte dei cacciatorpediniere Gillespie, Hobby, Kalk e Reid, dell'artiglieria su Hauwei e Butjo Luo e 18 B-25 del 499º e 500º Squadrone Bombardieri.
I giapponesi non si aspettavano evidentemente uno sbarco a Lugos e le loro posizioni furono rapidamente sopraffatte. Super statunitensi avanzarono quindi verso est, prima di essere fermate da un complesso di bunker nei pressi della pista aerea di Lorengau. Dopo un bombardamento d'artiglieria, seguito da un attacco aereo eseguito da P-40 Kittyhawks con bombe da 500 libbre, gli statunitensi ripresero l'avanzata ed occuparono una cresta dominante la pista. Nel frattempo il 7º Reggimento era sbarcato a Lugos ed il 2º Squadrone dell'8º Reggimento si unì all'attacco ai bunker, che venne però respinto. Un secondo tentativo, che ebbe successo, venne fatto il 17 marzo con rinforzi del 1º Squadrone del 7º Reggimento ed il supporto di alcuni carri armati. Il 18 marzo venne conquistata Lorengau.
Anche se vi erano stati questi combattimenti, la forza principale giapponese su Manus non era ancora stata localizzata, avanzando nell'interno verso Rossum, il 7º Reggimento, la trovò il 20 marzo. Dopo sei giorni di combattimenti intorno a Rossum, in cui furono impegnati sia il 7° sia l'8º Reggimento, resistenza giapponese fu eliminata.

### Isole limitrofe
Visto che i giapponesi su Los Negros avevano finito cibo e munizioni, gli statunitensi iniziarono a prendere il sopravvento. Il 24 marzo, 50 giapponesi opposero un'ultima resistenza intorno alle colline di Papitalai, ponendo fine ad ogni forma di resistenza organizzata su Los Negros. Rimanevano comunque diverse isolette in mano giapponese, e prima di ogni operazione statunitense gli indigeni furono evacuati, dall'isola interessata, dal distaccamento ANGAU. Credendo che l'isola di Pityilu fosse occupa da 60 giapponesi, il 1º Squadrone del 7º Reggimento vi sbarcò il 30 marzo. Dopo la lezione di Hauwei sbarco fu coperto da un bombardamento eseguito da cacciatorpediniere, artiglieria, P-40 Kittyhawks e Spitfires. Lo sbarco non incontrò resistenza, l'opposizione giapponese si manifestò nell'interno e, con l'appoggio di artiglieria con carrarmati, venne sopraffatta. Gli statunitensi persero 8 uomini uccisi e 6 feriti a trovarlo 59 i corpi giapponesi.
Le isole di Ndrilo e Koruniat furono trovate libere, il 1º aprile, dal 1º Squadrone del 12º Reggimento Cavalleria che impiegò per lo sbarco dei Cayuco. L'ultimo sbarco avvenne su Rambutyo, il 3 aprile, e venne eseguito dal e° Squadrone del 12º Reggimento Cavalleria, 30 giapponesi vennero uccisi e 5 catturati. Gli statunitensi continuarono a pattugliare le isole, E gli indigeni riportarono di aver avvistato giapponesi. Su Los Negros, durante il mese di maggio, furono uccisi 48 giapponesi e ne vennero catturati altri 15. Su Manus, 586 furono uccisi e 47 presi prigionieri. Il generale Krueger dichiarò la campagna ufficialmente conclusa il 18 maggio.

## Analisi
La conquista delle isole dell'ammiragliato da parte degli alleati fu di valore inestimabile, la loro cattura permise di evitare quella di Truk, Kavieng, Rabaul e la baia di Hansa accelerando di conseguenza la loro avanzata. Come base aerea, le isole permisero agli aerei alleati di colpire Truk e Wewak. Come base navale il loro valore fu anche maggiore in quanto offrivano, oltre ad un ancoraggio per molte navi, grandi infrastrutture.
Per i giapponesi, la perdita delle isole dell'Ammiragliato significò la perdita della loro linea difensiva sud orientale. Il Quartier Generale Imperiale ordinò la preparazione di una nuova linea nella Nuova Guinea Occidentale e vista l'ambizione mostrata dagli alleati decise che venissero difese, oltre alla baia di Hansa, anche Aitape e Wewak.